# Ободівці
Ободівці (біл. вёска Абодаўцы) — село в складі Вілейського району Мінської області, Білорусь. Село підпорядковане Іллінській сільській раді, розташоване в північній частині області.

## Історія
У 1921–1945 роках маёнтак знаходилось у Польщі, у Вільнюськім воєводстві, Вілейського повіту, у гміні Ілля.

## Населення
- 1921 рік — 123 людини, 7 будинків[1].
- 1931 рік — 162 людини, 4 будинків[2].